# امبووامبی افونی
امبووامبی افونی (به لاتین: Ambovombe Afovoany) یک سکونتگاه مسکونی در ماداگاسکار است که در آمورونئی مانیا واقع شده‌است.

## خصوصیات
امبووامبی افونی ۱۸٬۰۰۰ نفر جمعیت دارد و ۱٬۴۵۵ متر بالاتر از سطح دریا واقع شده‌است.